# Miho Dukov
Miho Ivanov Dukov (in bulgaro Михо Иванов Дуков?; Shivochevo, 29 ottobre 1955) è un ex lottatore bulgaro, specializzato nella lotta libera.

## Palmarès

### Olimpiadi
- 1 medaglia:
  - 1 argento (Mosca 1980 nei pesi piuma)